# European Darts Tour 2019
Die European Darts Tour 2019 war eine Reihe von Dartturnieren der PDC.
Sie bestand wie im Vorjahr aus dreizehn über das Jahr verteilten Turnieren in verschiedenen europäischen Städten. Sie ist Teil der PDC Pro Tour 2019 gewesen.
Die dortigen Ergebnisse hatten Einfluss auf die PDC Pro Tour Order of Merit, die für die Qualifikation mehrerer Major-Turniere maßgeblich war.

## Spielorte
Kein Turnier mehr gespielt wurde in Göttingen, Premstätten, Hamburg und Maastricht, während Mannheim, Prag, Premstätten und Schwechat neue Spielorte waren. 
Mannheim war bereits Austragungsort des German Darts Grand Prix 2017. Schwechat war bereits Austragungsort der Austrian Darts Open 2016 und 2017.
| Schwechat |

| Sindelfingen |

| Saarbrücken |

| Premstätten |

| Leverkusen |

| Riesa |

| Hildesheim |

| München |

| Prag |

| Zwolle |

| Mannheim |

| \| Gibraltar \| |
| Gibraltar       |

| Gibraltar |

| \| Brøndby \| |
| Brøndby       |

| Brøndby |

## European Tour Events
Am Ende der Saison waren die Top 32 der European Tour Order of Merit, einer gesonderten Form der PDC Pro Tour Order of Merit, in die nur das Preisgeld der European Tour Events fließt, für die European Darts Championship 2019 qualifiziert.
Im Jahr 2019 waren die Czech Darts Open und die Austrian Darts Championship neu dabei.
| Nr. | Datum                     | Event                       | Austragungsort               | Sieger             | Ergebnis | Finalist           |
| --- | ------------------------- | --------------------------- | ---------------------------- | ------------------ | -------- | ------------------ |
| 1   | 22.–24. März              | European Darts Open         | Leverkusen, Ostermann-Arena  | Michael van Gerwen | 8:6      | Rob Cross          |
| 2   | 29.–31. März              | German Darts Championship   | Hildesheim, Halle39          | Daryl Gurney       | 8:6      | Ricky Evans        |
| 3   | 19.–21. April             | German Darts Grand Prix     | München, Zenith              | Michael van Gerwen | 8:3      | Simon Whitlock     |
| 4   | 26.–28. April             | German Darts Open           | Saarbrücken, Saarlandhalle   | Michael van Gerwen | 8:3      | Ian White          |
| 5   | 3.–5. Mai                 | Austrian Darts Open         | Premstätten, Steiermarkhalle | Michael van Gerwen | 8:7      | Ian White          |
| 6   | 10.–12. Mai               | European Darts Grand Prix   | Sindelfingen, Glaspalast     | Ian White          | 8:7      | Peter Wright       |
| 7   | 24.–26. Mai               | Dutch Darts Masters         | Zwolle, IJsselhallen         | Ian White          | 8:7      | Michael van Gerwen |
| 8   | 14.–16. Juni              | Danish Darts Open           | Brøndby, Brøndby Hallen      | Dave Chisnall      | 8:3      | Chris Dobey        |
| 9   | 28.–30. Juni              | Czech Darts Open            | Prag, PVA Expo               | Jamie Hughes       | 8:3      | Stephen Bunting    |
| 10  | 30. August – 1. September | Austrian Darts Championship | Schwechat, Multiversum       | Mensur Suljović    | 8:7      | Michael van Gerwen |
| 11  | 6.–8. September           | European Darts Matchplay    | Mannheim, Maimarkthalle      | Joe Cullen         | 8:5      | Michael van Gerwen |
| 12  | 13.–15. September         | International Darts Open    | Riesa, Sachsen-Arena         | Gerwyn Price       | 8:6      | Rob Cross          |
| 13  | 27.–29. September         | Gibraltar Darts Trophy      | Gibraltar, Victoria Stadium  | Krzysztof Ratajski | 8:2      | Dave Chisnall      |

## Format
Wie ab der European Darts Tour 2018 üblich, wurde das Halbfinale in der Distanz best of 13 legs und das Finale best of 15 legs gespielt. Die anderen Partien wurden im Modus best of 11 legs gespielt.

## Preisgeld
Pro Turnier wurden insgesamt £ 140.000 an Preisgeldern ausgeschüttet. Das Preisgeld verteilte sich unter den Teilnehmern wie folgt:
| Position (Anzahl der Spieler) | Position (Anzahl der Spieler) | Preisgeld |
| ----------------------------- | ----------------------------- | --------- |
| Gewinner                      | (1)                           | £ 25.000  |
| Finalist                      | (1)                           | £ 10.000  |
| Halbfinalisten                | (2)                           | £ 6.500   |
| Viertelfinalisten             | (4)                           | £ 5.000   |
| Achtelfinalisten              | (8)                           | £ 3.000   |
| Verlierer der 2. Runde        | (16)                          | £ 2.000   |
| Verlierer der Vorrunde        | (16)                          | £ 1.000   |
|                               |                               |           |
|                               |                               | £ 140.000 |

## European Tour Order of Merit
Die Top 32 der European Tour Order of Merit waren für die European Darts Championship 2019 qualifiziert.
(Endstand: 29. September 2019)
| Platz | Spieler               | Preisgeld |
| ----- | --------------------- | --------- |
| 01    | Michael van Gerwen    | £138,000  |
| 02    | Ian White             | £94,000   |
| 03    | Gerwyn Price          | £75,000   |
| 04    | Daryl Gurney          | £68,000   |
| 05    | Dave Chisnall         | £62,000   |
| 06    | Mensur Suljović       | £61,500   |
| 07    | Peter Wright          | £57,000   |
| 08    | Joe Cullen            | £53,000   |
| 09    | Rob Cross             | £47,000   |
| 10    | Jamie Hughes          | £45,500   |
| 11    | Krzysztof Ratajski    | £42,000   |
| 12    | James Wade            | £32,000   |
| 13    | Adrian Lewis          | £30,500   |
| 14    | Nathan Aspinall       | £29,500   |
| 15    | Keegan Brown          | £28,000   |
| 16    | Glen Durrant          | £27,500   |
| 17    | Ricky Evans           | £27,000   |
| 17    | Stephen Bunting       | £27,000   |
| 19    | Steve Beaton          | £25,500   |
| 19    | Simon Whitlock        | £25,500   |
| 21    | Jonny Clayton         | £23,500   |
| 22    | Chris Dobey           | £23,000   |
| 23    | Jermaine Wattimena    | £21,000   |
| 24    | Darren Webster        | £20,000   |
| 24    | Mervyn King           | £20,000   |
| 26    | Jeffrey de Zwaan      | £19,000   |
| 27    | Vincent van der Voort | £16,500   |
| 28    | Dimitri Van den Bergh | £15,000   |
| 29    | William O’Connor      | £13,000   |
| 29    | Ted Evetts            | £13,000   |
| 31    | Michael Smith         | £12,000   |
| 31    | Ross Smith            | £12,000   |

## Nine-Darter
Die folgende Liste zeigt alle fünf Nine dart finishes der 13 European Tour-Events 2019:
| Turnier                   | Runde         | Spieler            | Endergebnis | Gegner          |
| ------------------------- | ------------- | ------------------ | ----------- | --------------- |
| European Darts Open       | Halbfinale    | Michael van Gerwen | 7 : 5       | Mensur Suljović |
| German Darts Championship | Achtelfinale  | James Wade         | 5 : 6       | Darren Webster  |
| German Darts Open         | Vorrunde      | Steve Beaton       | 6 : 3       | Kirk Shepherd   |
| Czech Darts Open          | 2. Runde      | Gerwyn Price       | 6 : 4       | Glen Durrant    |
| Gibraltar Darts Trophy    | Viertelfinale | Dave Chisnall      | 6 : 4       | James Wade      |

## Deutschsprachige Teilnehmer
Im Folgenden werden die Ergebnisse aller deutschsprachigen Teilnehmer aufgelistet.
| Land        | Spieler              | European Darts Open | German Darts Championship | German Darts Grand Prix | German Darts Open | Austrian Darts Open | European Darts Grand Prix | Dutch Darts Masters | Danish Darts Open | Czech Darts Open | Austrian Darts Championship | European Darts Matchplay | International Darts Open | Gibraltar Darts Trophy |
| ----------- | -------------------- | ------------------- | ------------------------- | ----------------------- | ----------------- | ------------------- | ------------------------- | ------------------- | ----------------- | ---------------- | --------------------------- | ------------------------ | ------------------------ | ---------------------- |
| Deutschland | Jyhan Artut          | Letzte 48           | Letzte 48                 | Letzte 48               |                   |                     |                           |                     |                   |                  |                             |                          |                          |                        |
| Schweiz     | Stefan Bellmont      |                     |                           |                         |                   |                     | Letzte 48                 |                     |                   | Letzte 48        |                             |                          |                          |                        |
| Deutschland | Manfred Bilderl      |                     |                           |                         |                   |                     |                           |                     |                   |                  |                             |                          | Letzte 48                |                        |
| Deutschland | Christian Bunse      |                     |                           |                         |                   |                     |                           |                     |                   |                  | Letzte 32                   |                          |                          |                        |
| Osterreich  | Dietmar Burger       |                     |                           |                         |                   | Letzte 48           |                           |                     |                   |                  | Letzte 32                   |                          |                          |                        |
| Deutschland | Gabriel Clemens      |                     | Letzte 48                 | Letzte 48               | Letzte 48         |                     |                           |                     | Letzte 32         |                  |                             | Letzte 32                |                          |                        |
| Osterreich  | Benjamin Fasching    |                     |                           |                         |                   | Letzte 48           |                           |                     |                   |                  |                             |                          |                          |                        |
| Osterreich  | Christian Gödl       |                     |                           |                         |                   |                     |                           |                     |                   |                  | Letzte 48                   |                          |                          |                        |
| Deutschland | Florian Hempel       |                     |                           |                         |                   |                     |                           | Letzte 32           |                   |                  |                             | Letzte 48                |                          |                        |
| Deutschland | Fabian Herz          | Letzte 48           |                           |                         |                   |                     |                           |                     |                   |                  |                             |                          |                          |                        |
| Deutschland | Mike Holz            |                     | Letzte 48                 |                         |                   |                     |                           |                     |                   |                  |                             |                          |                          |                        |
| Deutschland | Max Hopp             |                     |                           | Halbfinale              | Letzte 32         | Letzte 32           | Letzte 32                 | Achtelfinale        |                   |                  |                             | Letzte 48                |                          |                        |
| Deutschland | Dragutin Horvat      |                     |                           | Letzte 48               |                   |                     | Letzte 48                 |                     |                   |                  |                             |                          |                          |                        |
| Deutschland | Michael Hurtz        |                     |                           | Letzte 48               |                   |                     | Letzte 48                 |                     |                   |                  |                             |                          |                          |                        |
| Deutschland | Christian Jentschke  |                     |                           |                         |                   |                     |                           |                     |                   |                  |                             |                          | Letzte 48                |                        |
| Deutschland | Daniel Klose         |                     |                           |                         |                   |                     | Letzte 48                 |                     |                   |                  |                             |                          |                          |                        |
| Deutschland | Kevin Knopf          |                     | Letzte 32                 |                         |                   |                     |                           |                     |                   |                  |                             |                          |                          |                        |
| Deutschland | Karsten Koch         |                     |                           |                         | Letzte 48         |                     |                           |                     |                   |                  |                             | Letzte 32                |                          |                        |
| Deutschland | Thomas Köhnlein      |                     |                           |                         | Letzte 48         |                     |                           |                     |                   |                  |                             |                          |                          |                        |
| Deutschland | Nico Kurz            | Letzte 48           |                           |                         |                   |                     |                           |                     |                   |                  |                             |                          |                          |                        |
| Deutschland | Maik Langendorf      |                     | Letzte 48                 |                         |                   |                     |                           |                     |                   |                  |                             |                          |                          |                        |
| Deutschland | Ole Luckow           |                     |                           |                         |                   |                     |                           |                     |                   |                  |                             |                          | Letzte 48                |                        |
| Deutschland | Kevin Münch          |                     |                           | Letzte 48               | Letzte 48         |                     |                           |                     |                   |                  | Letzte 48                   |                          |                          |                        |
| Deutschland | Ricardo Pietreczko   |                     |                           |                         |                   |                     | Letzte 48                 |                     |                   |                  |                             |                          |                          |                        |
| Deutschland | Mike Poge            |                     |                           |                         |                   |                     |                           |                     |                   |                  |                             |                          | Letzte 48                |                        |
| Deutschland | Marko Puls           |                     |                           | Letzte 48               |                   |                     |                           |                     |                   |                  |                             |                          |                          |                        |
| Osterreich  | Michael Rasztovits   |                     |                           | Letzte 32               |                   | Letzte 48           | Letzte 48                 |                     |                   |                  |                             |                          |                          |                        |
| Osterreich  | Rowby-John Rodriguez |                     |                           |                         |                   |                     |                           | Achtelfinale        |                   | Letzte 48        | Viertelfinale               |                          |                          |                        |
| Osterreich  | Rusty-Jake Rodriguez |                     |                           |                         |                   |                     |                           |                     |                   |                  | Letzte 32                   |                          |                          |                        |
| Deutschland | Michael Rosenauer    | Letzte 48           |                           |                         |                   |                     | Letzte 48                 |                     |                   |                  |                             |                          | Achtelfinale             | Letzte 32              |
| Deutschland | Martin Schindler     |                     |                           | Letzte 48               |                   |                     |                           |                     | Letzte 32         |                  |                             |                          |                          |                        |
| Osterreich  | Hannes Schnier       |                     |                           |                         |                   |                     |                           |                     |                   |                  | Letzte 48                   |                          |                          |                        |
| Deutschland | Steffen Siepmann     |                     | Letzte 32                 |                         |                   |                     |                           |                     |                   |                  |                             | Letzte 48                | Letzte 32                |                        |
| Osterreich  | Alex Steinbauer      |                     |                           |                         |                   |                     |                           |                     |                   |                  | Letzte 48                   |                          |                          |                        |
| Osterreich  | Mensur Suljović      | Halbfinale          | Letzte 32                 | Viertelfinale           | Viertelfinale     | Achtelfinale        | Letzte 32                 | Letzte 32           | Achtelfinale      | Viertelfinale    | Sieg                        | Achtelfinale             | Achtelfinale             | Achtelfinale           |
| Osterreich  | Patrick Tringler     |                     |                           |                         |                   | Letzte 48           |                           |                     |                   |                  |                             |                          |                          |                        |
| Deutschland | Marvin Wehder        |                     |                           |                         |                   |                     |                           |                     |                   |                  |                             | Letzte 32                |                          |                        |
| Deutschland | Lukas Wenig          |                     |                           |                         | Letzte 48         |                     |                           |                     |                   |                  |                             |                          |                          |                        |